# Hedensteds kommun
Hedensteds kommun (danska: Hedensted Kommune) är en kommun i Østjylland i Region Mittjylland i västra Danmark. Centralort är Hedensted. Kommunen har 46 029 invånare (2012) och är 551,36 km² stor.
Den nuvarande kommunen uppstod vid kommunreformen 2007 genom att den tidigare Hedensteds kommun utvidgades med Juelsminde kommun och en del av Tørring-Uldums kommun.
Kommunen präglas av en stark befolknings- och näringslivstillväxt. De ekonomiskt viktiga områdena Løsning och Hedensted ligger längs östjyska motorvägen.

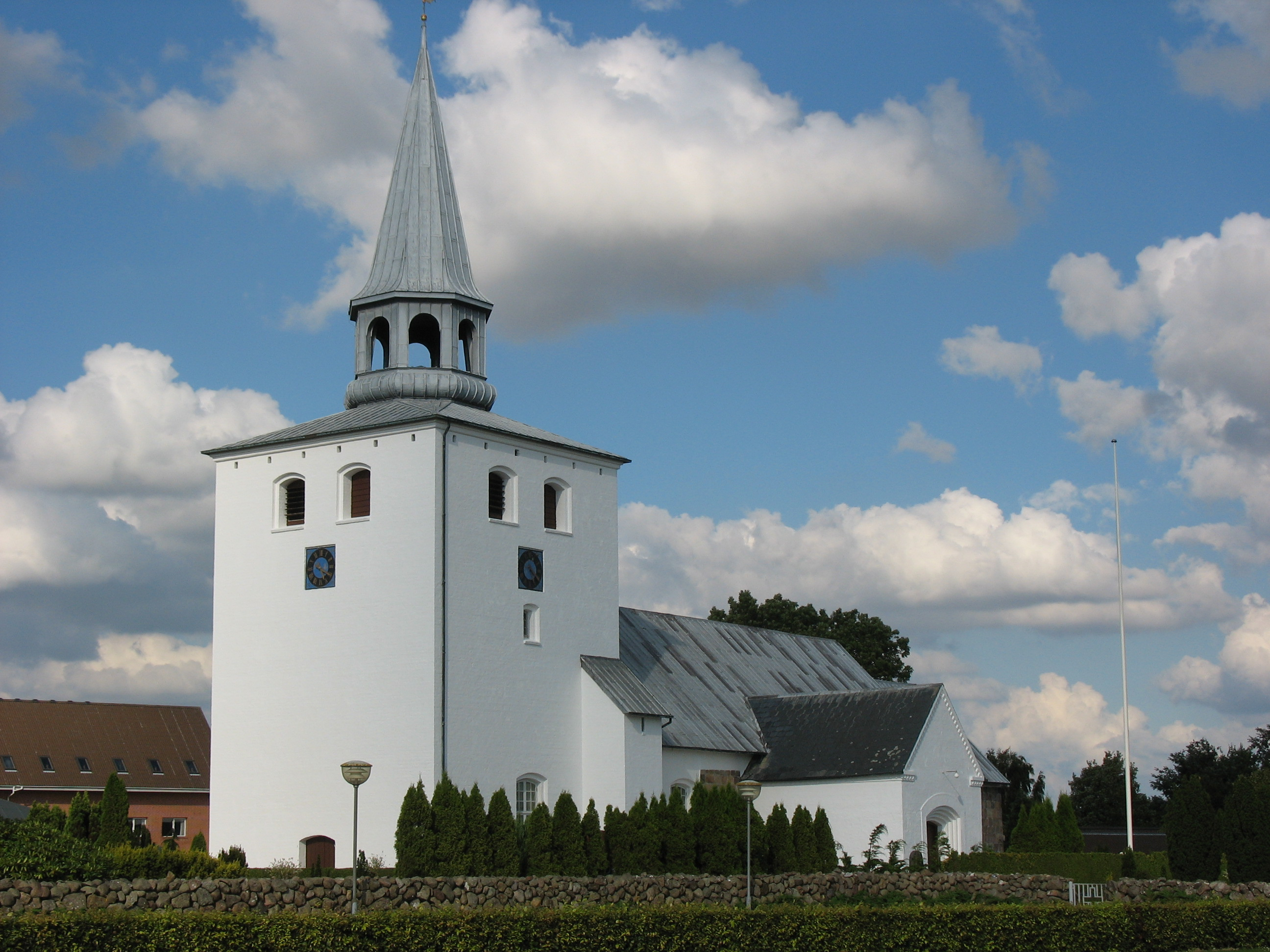
Hedensteds kyrka.

| Kommunens största orter |             |                 |
| Nr                      | Ort         | Invånare (2012) |
| 1                       | Hedensted   | 11 292          |
| 2                       | Juelsminde  | 3 888           |
| 3                       | Tørring     | 2 462           |
| 4                       | Hornsyld    | 1 642           |
| 5                       | Uldum       | 1 391           |
| 6                       | Lindved     | 1 302           |
| 7                       | Øster Snede | 1 162           |
| 8                       | Daugård     | 1 080           |
| 9                       | Rask Mølle  | 1 056           |
| 10                      | Ølsted      | 903             |